# Dragón
El dragón (del latín draco, y este del griego δράκων, drákon ‘serpiente’) es un ser mitológico que aparece de diversas formas en varias culturas de todo el mundo, con diferentes simbolismos asociados. 		 	
Hay dos tradiciones principales sobre dragones: los dragones europeos, derivados de las tradiciones populares europeas y de la mitología de Grecia y Oriente Próximo, y los dragones orientales, de origen chino, coreano, japonés, vietnamita y de otros países de Extremo Oriente. Las dos tradiciones surgieron probablemente de forma independiente, pero en su desarrollo se han influido mutuamente.
La palabra aparece también en la tradición cristiana: el Apocalipsis se refiere a Satanás como el gran dragón, la serpiente antigua.
El dragón, uno de los más conocidos seres mitológicos, ha sido inspiración de diferentes relatos y poemas, algunos de los cuales han sido llevados al cine.
La primera aparición de los dragones fueron unos amuletos de jade de la cultura Hongshan, en China, hace aproximadamente entre 6700 y 4900 años.

## Etimología
La palabra dragón entró en el idioma inglés a principios del siglo XIII a partir del francés antiguo dragon, que, a su vez, proviene del latín draco (genitivo draconis), que significa «serpiente enorme, dragón», del griego antiguo δράκων, drákōn (genitivo δράκοντος, drákontos) «serpiente». El término griego y latino se refería a cualquier gran serpiente, no necesariamente mitológica. La palabra griega δράκων probablemente se deriva del verbo griego δέρκομαι (dérkomai) que significa «veo», cuya forma aoristo es ἔδρακον (édrakon). Se cree que esto se refería a algo con una "mirada mortal», o ojos inusualmente brillantes o «afilados», o porque los ojos de una serpiente parecen estar siempre abiertos; cada ojo en realidad ve a través de una gran escala transparente en sus párpados, que están permanentemente cerrados. La palabra griega probablemente deriva de una raíz indoeuropea *derḱ- que significa «ver»; la raíz sánscrita दृश् (dr̥ś-) también significa «ver».

## Características
La creencia en dragones se sustenta en las diversas tradiciones sobre ellos. Estos aparecen en muchas culturas. Se ha planteado, para darle explicación a este fenómeno, el descubrimiento de fósiles de dinosaurios o de pterosaurios que llevaron a esas culturas a imaginar seres parecidos. A menudo, se ha creído que estos seres seguían vivos, generalmente en lugares lejanos. Durante la época de Las Cruzadas, era posible encontrar en los mercados y otros lugares de exposición de Europa «restos de dragón», que en realidad eran restos de cocodrilos procedentes de Egipto, Arabia y de países de Asia. 	 	 	 	

## Funciones en las distintas culturas

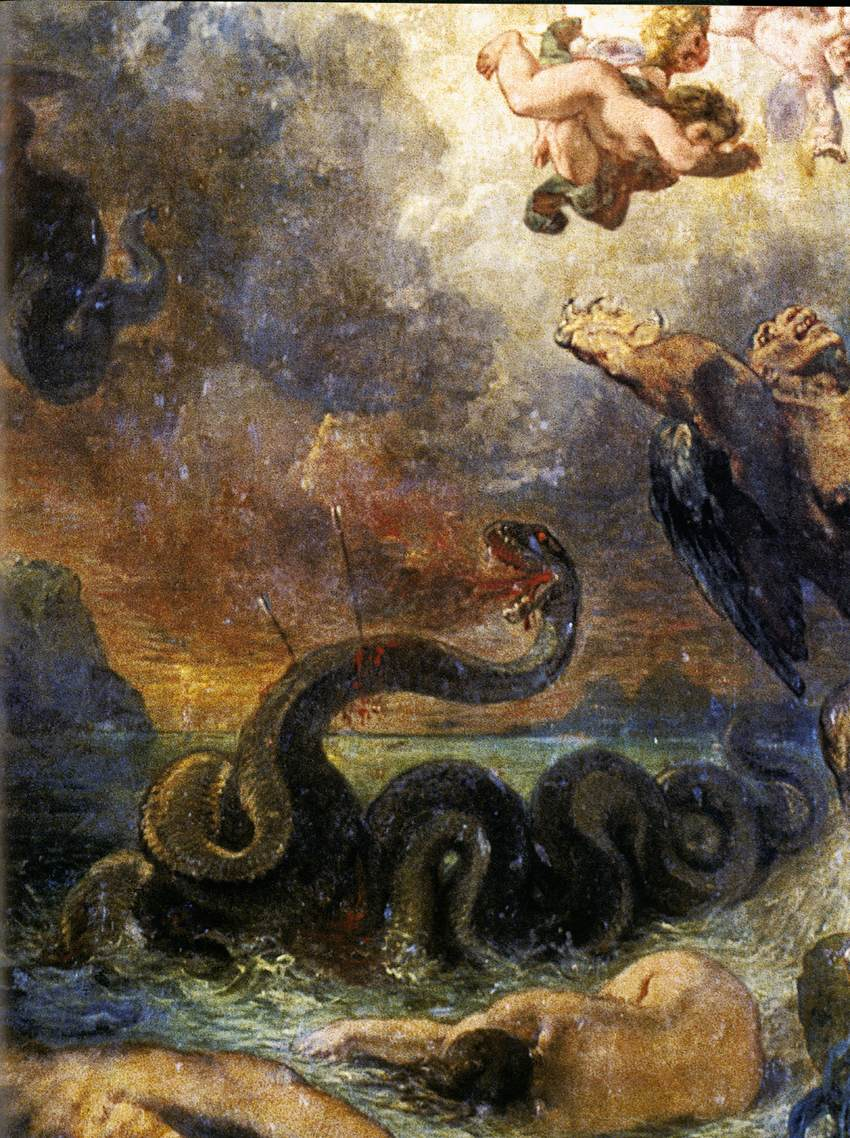
Cuadro de Eugène Delacroix Apolo combatiendo con la serpiente Pitón.

En Occidente el simbolismo alrededor del dragón es esencialmente el de la lucha. Sin embargo, la lucha entre el dragón y un héroe o un dios tiene distintos significados. En estos míticos combates el dragón asume dos papeles: el de devorador y el de guardián, que tienen finalmente una sola raíz: el de un ser cósmico en espera, cuya acción implica la muerte –o el nacimiento– de un orden universal.
Así, en un principio, los dragones fueron devoradores de dioses –algunos mitos se refieren a estas criaturas como la causa de los eclipses, por ejemplo–, o sus enemigos –caso de Apofis y Pitón, enemigos del sol–. Posteriormente los dragones fueron fuerzas a las que se les ofrecían doncellas en sacrificio. No tardaron en concebirse como devoradores de hombres. De todos modos, ese papel no se aleja del de guardián, que implica la espera y el mantenimiento de un orden que preludia una reinvención del universo o el descubrimiento de un lugar sagrado. Justamente porque son guardianes de algo sagrado, simbolizan el puente a otro mundo o la prueba de todo héroe.
En ocasiones se distancian las actitudes tomadas en las culturas del mundo frente a la figura del dragón y la lucha que supone, particularmente si se compara la idea de dragón que existe en el Extremo Oriente con la predominante en Occidente. Los dragones chinos (long), los japoneses (ryū) y los coreanos (yong) son vistos generalmente como seres benévolos, mientras que los europeos son en su mayoría malévolos.
Sin embargo, los dragones malévolos no están restringidos a Europa: entre otras culturas, esta interpretación se mantiene también en la mitología persa. El tema es complejo. Ha variado a lo largo de la historia. Como ejemplo, entre los romanos, típicos representantes del Occidente antiguo, el dragón era considerado un símbolo de poder y sabiduría.
Para la cultura cristiana el dragón simboliza el mal y la destrucción, Se convierte en un animal al que hay que eliminar. Existen varios ejemplos, como el arcángel San Miguel luchando contra un dragón, o el dragón que se revuelve contra la lanza de San Jorge.
Entre las distintas culturas de diversos pueblos, este animal mitológico está cargado de significación emblemática. Por tanto, no existe un solo concepto simbólico relacionada con el dragón. Lo cierto es que existen muchos significados emblemáticos de gran importancia referidos a esta criatura entre los pueblos del Extremo Oriente, especialmente entre la India y China, así como entre los japoneses y las Filipinas. En tal sentido, en los pueblos del valle del Indo se identifica al dragón con Agni, personificación del cielo, que con sus innumerables ojos vigila al tiempo que protege a quien le pide ayuda; es decir, con el origen y el principio del cielo y la Tierra.
Pero donde adquiere mayor importancia el significado emblemático del dragón es el relacionarlo con el poder de los gobernantes y emperadores de pueblos o aldeas.

### Oriente

#### Oriente Próximo
En Oriente Próximo, la figura del dragón simbolizaba el mal y la ruina. En Enuma Elish, una epopeya escrita alrededor del 2000 a. C., la diosa Tiamat era un dragón que simbolizaba los océanos y comandaba las hordas del mal, cuya destrucción previa era necesaria para crear un nuevo universo ordenado.
También en la Biblia el dragón representa el mal. En la mitología persa destaca el caso de Azi Dahaka, un dragón malévolo. En Rumanía, se habla del dragón geta-dacio, que tenía cabeza de lobo y cola de serpiente. Esta imagen era empleada en la guerra, ya que en la bandera de Dacia aparece un dragón.

#### Extremo Oriente

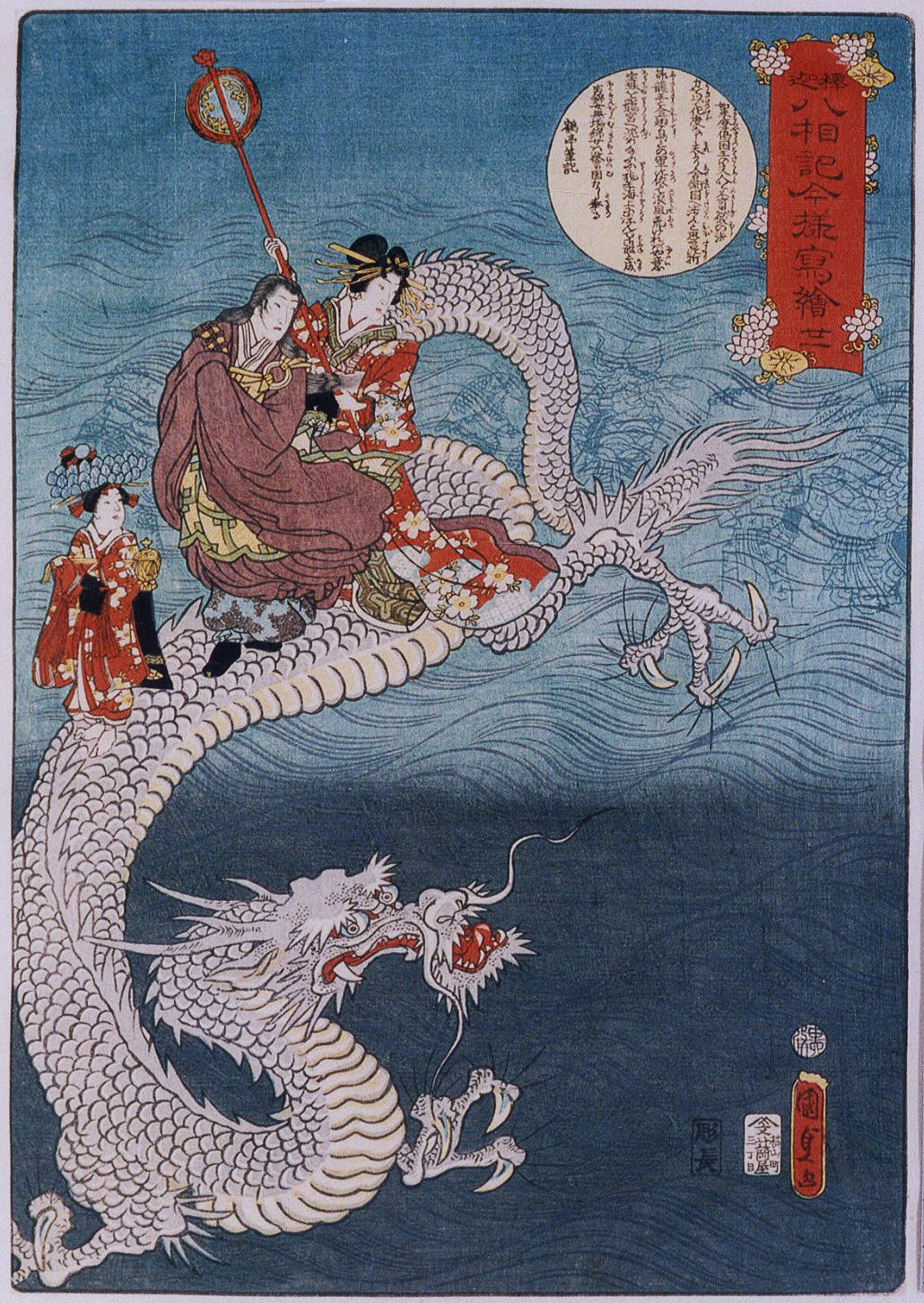
Estampa japonesa de un dragón.

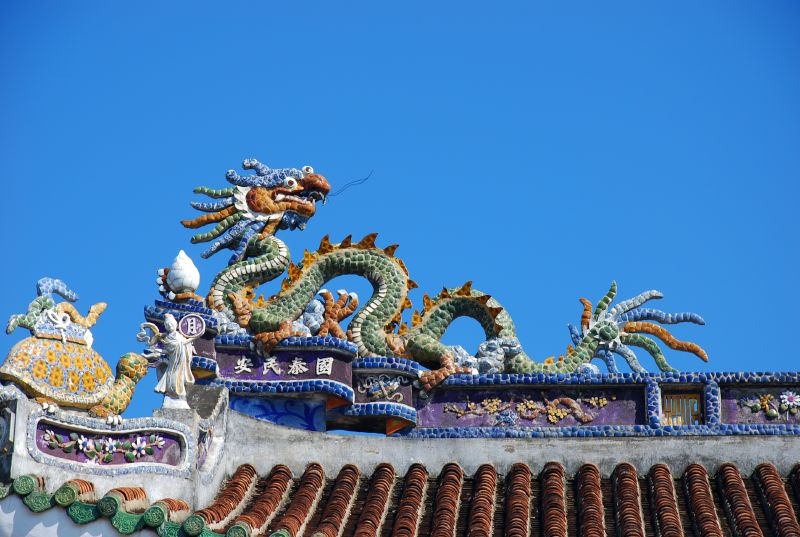
Dragón vietnamita en Hoi An, Quang Nam.

En muchas culturas orientales los dragones eran, y en algunos cultos son todavía, reverenciados como representantes de las fuerzas primitivas de la naturaleza y el universo.
En Oriente, el dragón siempre se ha considerado una criatura benéfica y un símbolo de buena fortuna.
A diferencia de sus congéneres occidentales, los dragones orientales no tienen alas, aunque normalmente pueden volar gracias a la magia. Son más similares en apariencia a la Serpiente Emplumada de los mitos de los pueblos prehispánicos de Mesoamérica.
Un dragón típico de Oriente tiene cuernos de ciervo, cabeza de caballo, cuello de serpiente, garras de águila, orejas de toro y bigotes largos como los de los siluros. En las leyendas chinas hay dragones que vigilan los cielos, o que traen la lluvia, o que controlan los ríos y arroyos. En Japón, donde se les atribuye ser entes sabios, amables y siempre dispuestos a ayudar, los dragones han sido, durante siglos, el emblema oficial de la familia imperial.
Los dragones chinos y los japoneses simbolizan el poder espiritual supremo, el poder terrenal y celestial, el conocimiento y la fuerza, y por lo tanto son benévolos. El dragón es la insignia más antigua del arte de estos países.[cita requerida] Proporcionan salud y buena suerte y viven en el agua. Según las antiguas creencias chinas, traen la lluvia para la recolección. Por eso el dragón se convirtió en el símbolo imperial de ese país.[cita requerida]
En el Himalaya representan la buena suerte.
Corea, como se expresó antes, también tiene dragones, de similar carácter positivo.[cita requerida]

### Europa

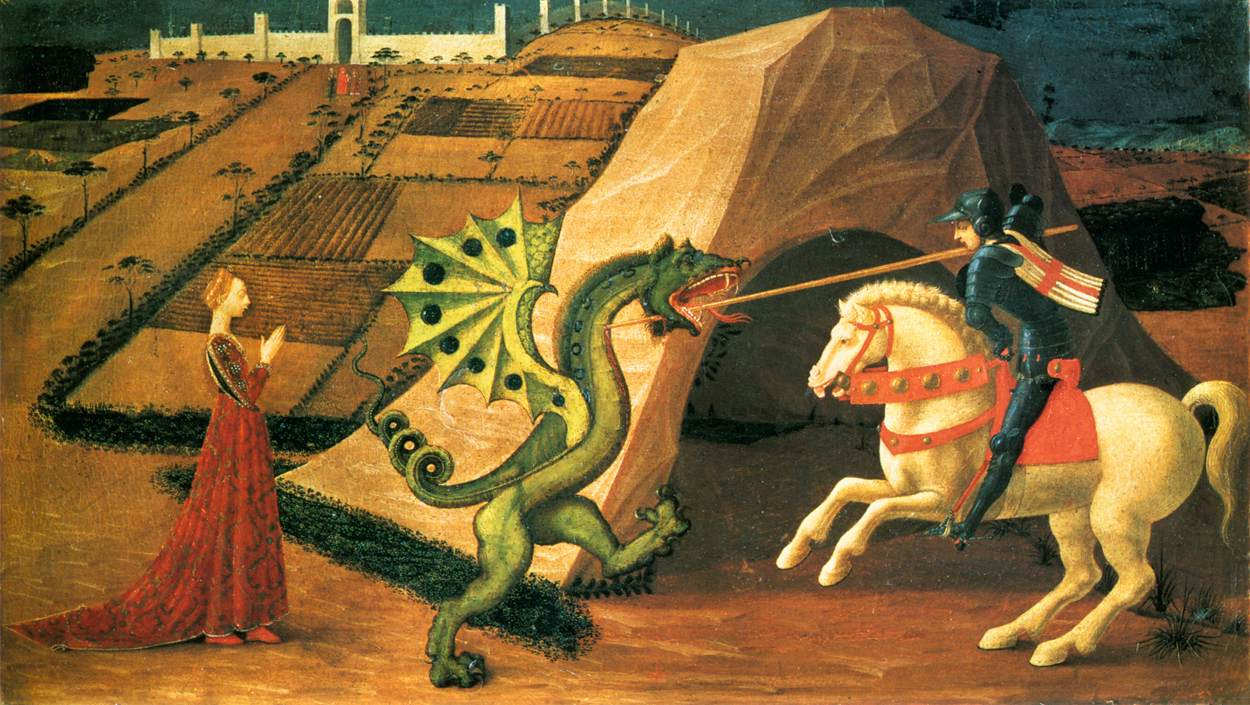
La leyenda de San Jorge y el dragón, por Paolo Uccello.

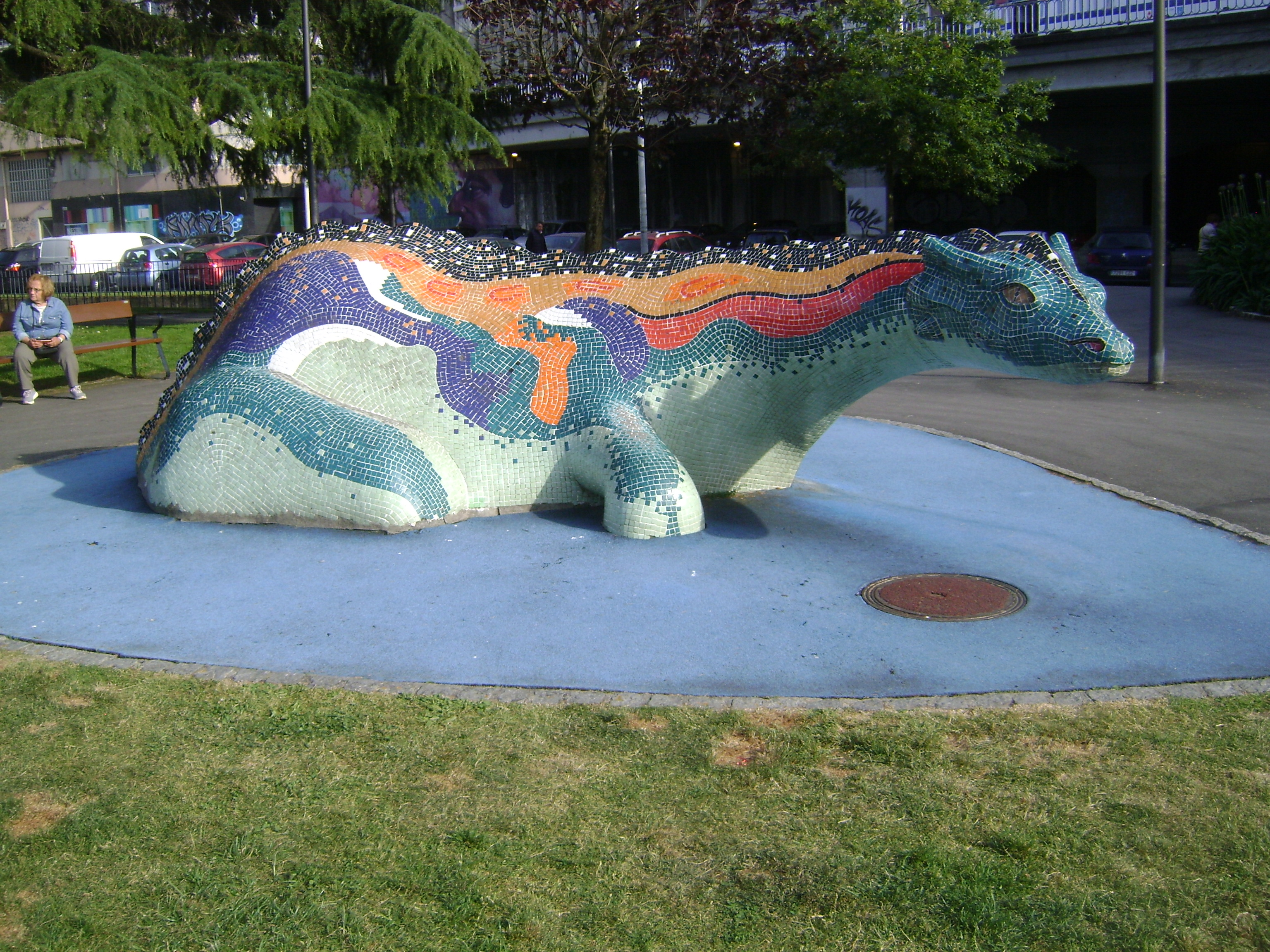
Dragón del parque de Europa, situado en el barrio Cuatro Caminos en La Coruña, Galicia (España).

Las tribus nórdicas de Europa asociaban su folclore con varios aspectos terroríficos del dragón.[cita requerida]
La mitología germana incluye al dragón (Nidhug o Níðhöggr) entre las fuerzas del inframundo. Se alimenta de las raíces de Yggdrasil, el fresno sagrado que extiende sus raíces a través de todos los mundos. Los antiguos escandinavos (los vikingos) adornaban las proas de sus barcos esculpiéndolas en forma de dragón. Usaban esta decoración en la creencia de que así asustarían a los espíritus (landvættir) que vigilaban las costas a las que llegaban. También los dragones aparecen en poemas germanos: en Beowulf, un poema épico anglosajón, el más antiguo que se conserva. Un hombre llamado Beowulf, que había librado a su pueblo de un monstruo mitad hombre y mitad diablo, luego convertido en el rey, lucha contra un dragón, disputa en la que ambos mueren. En el Cantar de los Nibelungos, un poema épico medieval anónimo, Sigfrido mata a un dragón, llamado Fafnir, y al ungirse con su sangre se hace inmune a todo mal.
Para los celtas, el dragón era una divinidad de los bosques, cuya fuerza podía ser controlada y utilizada por los magos.[cita requerida] Entre los conquistadores celtas de Britania fue símbolo de soberanía, y durante la ocupación romana de la isla adornó los estandartes de guerra, convirtiéndose en un símbolo heráldico y luego militar.
En la mitología griega existen varios dragones que fueron usados por los dioses, o eran temidos por ellos mismos. Existen en el mito antiguo el dragón Ladon, de cien cabezas, que custodiaba el jardín de las Hespérides, además de Tifón, Lamia, el dragón de Delfos o Pitón, Amphisbaena (dragón de dos cabezas que nació de la sangre de Medusa cuando cayó una gota en el desierto de Libia), basilisco y la famosa Hidra de Lerna. Entre los romanos el dragón era considerado símbolo de poder y sabiduría.[cita requerida]

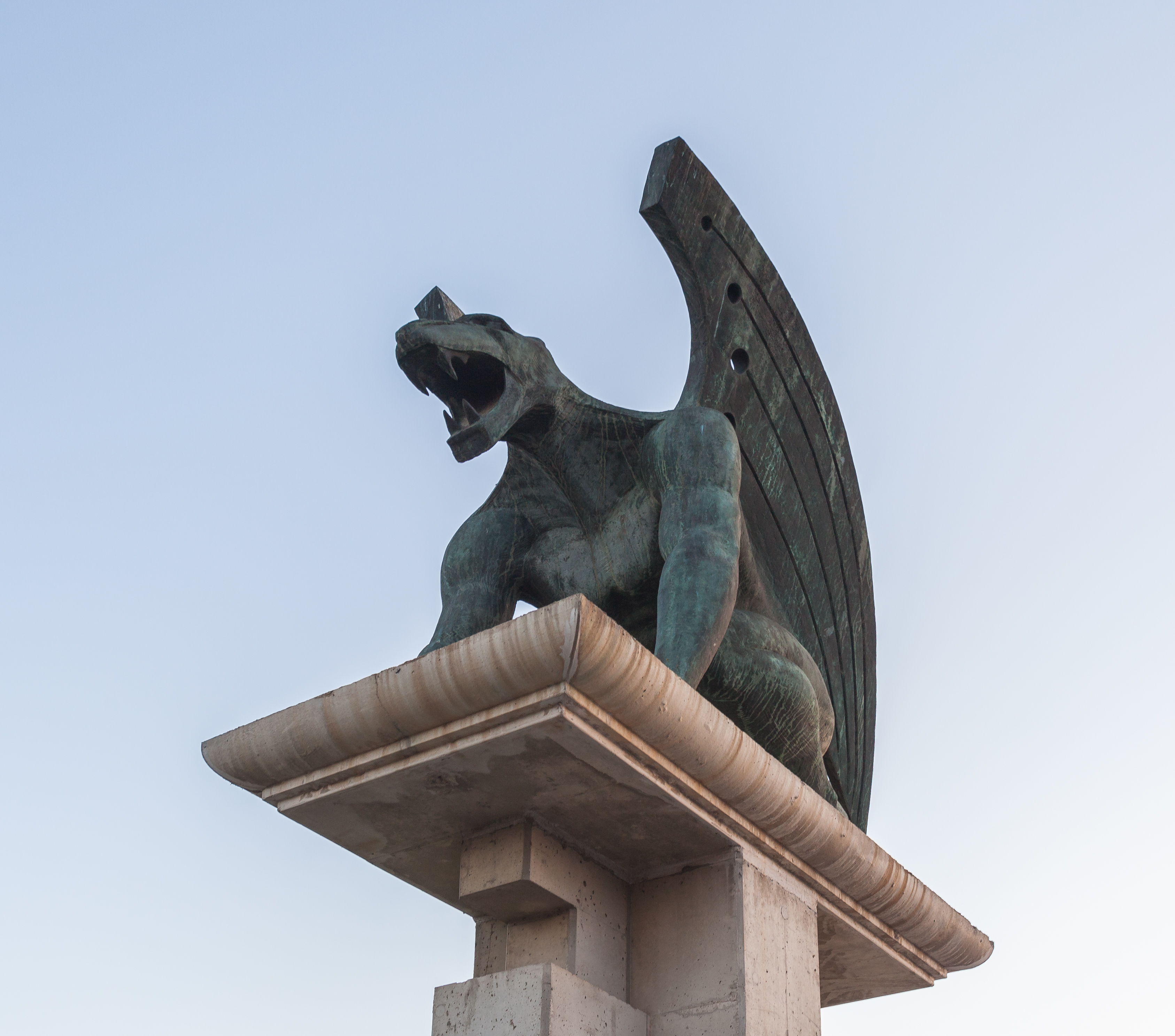
Escultura de un dragón sobre el puente del Reino de Valencia, en Valencia (España).

Para la mitología eslava, el dragón era una de las formas que adoptaba el dios Veles, señor del mundo subterráneo, adversario de Perún, dios del trueno.
Los cristianos heredaron la idea hebrea del dragón, que aparece en el Apocalipsis, del apóstol Juan, y en otras tradiciones posteriores.
En el arte cristiano del Medievo simboliza el pecado. La lucha contra este sirvió para aumentar la motivación de los reinos cristianos. Al aparecer bajo los pies de los santos y mártires representa el triunfo de la fe y de los reinos cristianos sobre el diablo. La leyenda de san Jorge y el dragón, ilustrada en la figura de la derecha, muestra claramente este significado. Se presentaban a menudo también como representaciones de la apostasía, la herejía y la traición, pero también de cólera y envidia, y presagiaban grandes calamidades. Varias veces significaban la decadencia y la opresión, aunque sirvieron también como símbolos para la independencia, el liderazgo y la fuerza.
Los colores a menudo determinaron el simbolismo de las cualidades de un dragón. En la pauta del viaje del héroe, los dragones representaron el obstáculo o el temor, y el paso necesario para volver al hogar. Como muchos dragones se presentan también como la encarnación de la sabiduría, en esas tradiciones matar a uno de ellos no solo daba acceso a sus riquezas, sino también significaba que el caballero había vencido a la más astuta de las criaturas. Otra faceta del dragón en la mitología clásica de la época caballeresca es el dragón como guardián que custodia o secuestra princesas en sus castillos.
En el Occidente de la actualidad es casi siempre concebido como una criatura malvada, poderosa y cruel, estereotipo extraído tanto de las antiguas leyendas como de las más modernas películas.

### Norteamérica
La mayoría de los autores llaman serpientes a los dragones mesoamericanos, pero, ya que etimológicamente la palabra dragón significa serpiente, se puede tomar el término náhuatl cóatl como dragón en el caso de los seres mitológicos mencionados a continuación, en lugar del significado literal «serpiente», para diferenciarlos de las serpientes y de las víboras, a las cuales se atribuyen significados propios.

### Sudamérica
En torno a Los Andes se creía en el poder que ejercían las «serpientes del abismo marítimo y de la montaña esplendorosa». Estas eran criaturas de grandes proporciones también consideradas dragones. Por ejemplo, las que se veneraban en los Andes centrales difieren de aquellas de los extremos del Imperio Inca (ejemplo: pueblos nativos de Perú o de Bolivia).
Las bestias de la mayor parte de Sudamérica estaban ampliamente relacionadas con enormes serpientes que se remontaban con los orígenes de la humanidad, coincidiendo con otras regiones del planeta. Pero, a diferencia del Viejo Mundo, estos dragones no presentan unicidad en sus características predominantes, ni en sus actitudes, aun siendo de aspectos semejantes. Tales dragones mantenían una historia de conflictos entre sí que se remonta al primitivo pasado de las culturas americanas. La leyenda de TrenTren y Cai Cai Vilu refleja esto, al enfrentarse ambas serpientes (Mar y Tierra) por el futuro del pueblo mapuche.
Los muiscas, pueblo indígena de Colombia, creían en Chiminigagua, dios creador en forma de serpiente de fuego bajo la sagrada laguna de Iguaque, que creó a los padres de la humanidad: Bachue y su joven acompañante. Ellos vivieron y tuvieron hijos, que después de un tiempo los dejarían hasta convertirse en dos serpientes acuáticas para vigilar a su pueblo, dentro de la laguna mencionada. Tiempo después, el primer zaque de la sabana de Bogotá, hijo de Sue o el sol (o de Chia, la Luna o deidad maligna) era un hombre en forma de dragón de color verde.

## Apariciones en el imaginario moderno

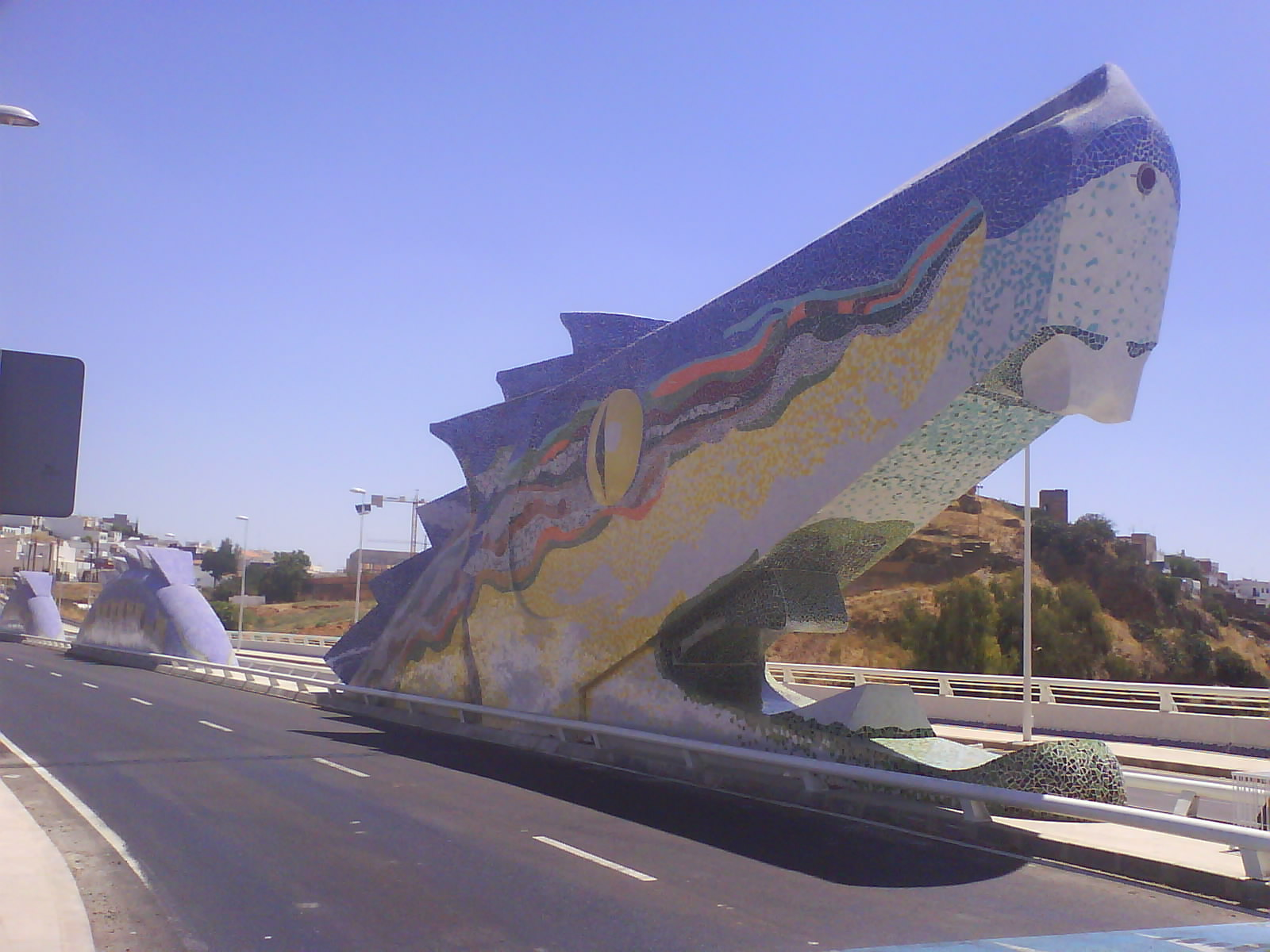
Puente del Dragón en Alcalá de Guadaira.

La mitología moderna ha empleado repetidamente el símbolo del dragón, extendiendo su pervivencia en el imaginario. También ha usado su imagen reduciéndolo a un poderoso monstruo casi invencible. Las múltiples apariciones de dragones en la cultura y la ficción, sin embargo, hacen uso frecuente no solo de elementos tradicionales, sino también de otros innovadores de la criatura, que amplían sus alcances y estimulan más la imaginación, dando así lugar a un sinfín de dragones de diversas cualidades y variantes. Como ejemplos representativos se pueden mencionar los dragones del legendarium de J. R. R. Tolkien, cuyo exponente más conocido es el Smaug de El hobbit. En la novela Canción de Hielo y Fuego, de George R. R. Martin, se citan estos seres fantásticos y mágicos, de entre los cuales destacan los dragones de Daenerys Targaryen: Drogon, Rhaegal y Viserion, o los dragones que constituyen uno de los elementos más relevantes del universo del juego de rol Dungeons & Dragons. También se encuentra a Fújur, en la historia interminable, o los dragones-montura de la serie de historietas El Mercenario. También es un buen ejemplo la película Cómo entrenar a tu dragón, en la que se pueden observar distintas formas de dragones.

## Posibles animales que inspiraron el mito de los dragones

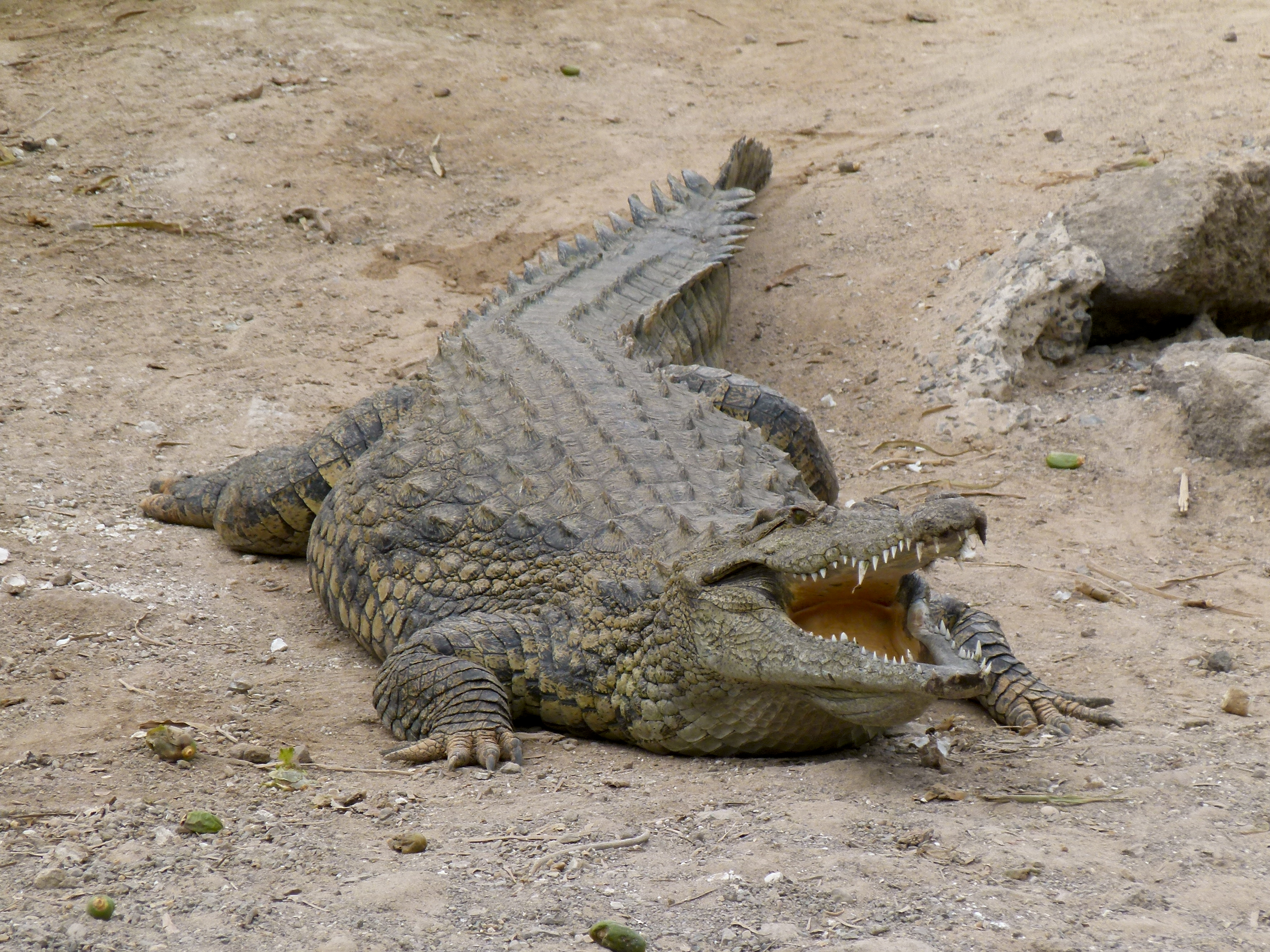
Cocodrilo del Nilo

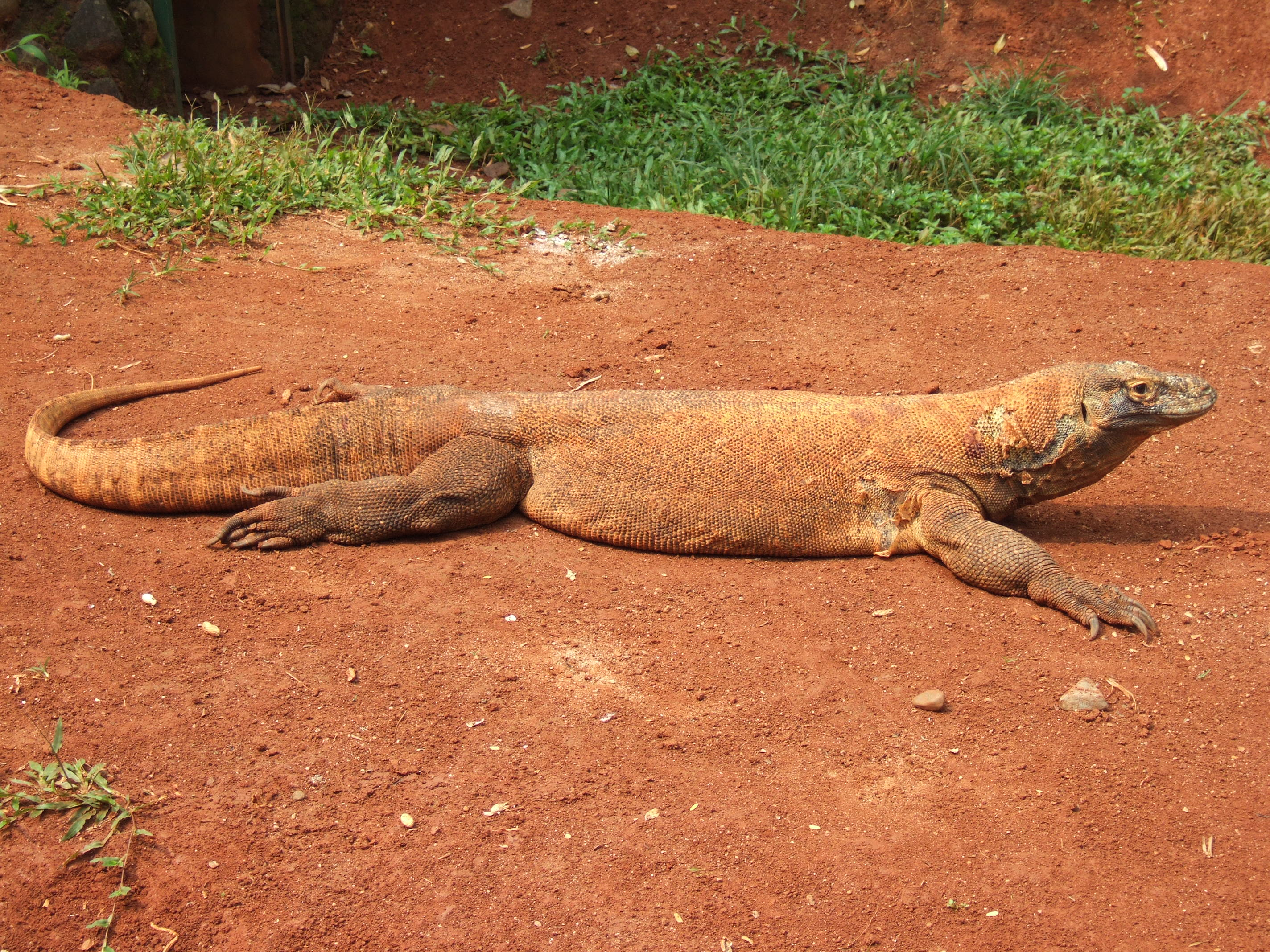
Dragón de Komodo.

Se ha especulado que las cobras pueden ser el origen de los mitos acerca de los dragones que escupen fuego, hielo, tierra y otras cosas como rayos y agua.
En tiempos arcaicos se encontraron cocodrilos del Nilo, una especie reducida actualmente, en el sur de Europa, tras haber nadado a través del Mediterráneo. Estos cocodrilos desviados pudieron ser un elemento de inspiración para los mitos de dragones. Es posible que tanto esqueletos de ballenas como de dinosaurios, así como fósiles de mamíferos gigantes, hayan sido confundidos de igual manera por los huesos de estas criaturas aladas y otros seres mitológicos. Por ejemplo, el descubrimiento en el año 300 a. C., en Wucheng, Sichuan, China, fue marcado como uno de ese estilo por Chang Qu. Adrienne Mayor ha escrito del tema de los fósiles como una inspiración para los mitos en su libro «Los primeros cazadores de fósiles». En una sección de la Enciclopedia de Geología ella escribió: «Los restos fósiles crearon una vasta variedad de geomitos, especulando en la identidad de las criaturas, desde China e India hasta Grecia, América y Australia, contando historias de dragones, monstruos y héroes gigantes».
Para el caso de Australia, las historias de los dragones pueden tener su origen en la tierra de los cocodrilos Quinkana, los cuales eran terrestres, de cinco a siete metros de largo. Otro lagarto gigante que habitaba en esa región era el Varanus priscus, un reptil carnívoro que vivió en Australia Meridional, en el Pleistoceno, hace 40,000 años, y que también llegaba a medir siete metros de longitud, y peso de 1,940 kilogramos aproximadamente. O bien, las extintas serpientes arcoíris que posiblemente pertenecían al grupo de las Wonambi naracoortensis. Hoy el mismo reptil Varanus komodoensis es conocido en español como Dragón de Komodo.
En el libro An Instinct for Dragons, el antropólogo David E. Jones propone una hipótesis acerca de que los humanos, al igual que los monos, hemos desarrollado reacciones instintivas contra las serpientes, los felinos gigantes y las aves de rapiña. Los dragones tienen caracteres que son combinación de esos tres taxones, por lo que ese instinto de miedo podría explicar por qué los dragones con descripciones similares aparecen en historias de diferentes culturas en todos los continentes.
Finalmente, en Eslovenia, en The Glory of the Duchy of Carniola, el historiador natural Janez Vajkard Valvasor recopiló historias populares acerca del Olm (una salamandra subterránea). Este es mencionado como un bebé dragón que fue empujado a la superficie por las fuertes lluvias de Eslovenia, dando origen a la creencia popular de que los grandes dragones vivieron en la corteza terrestre, y que los olms fueron los descendientes no desarrollados de estas míticas criaturas.

### Cartografía
- Hic sunt dracones

### Heráldica
- Dragón heráldico

### Mitología
- Dragón chilote
- Dilong (chino)
- Dragón chino
- Dragón coreano
- Dragones en la mitología griega
- Dragón japonés
- Dragón marino
- Dragón vietnamita
- Shenlong (chino y japonés)
- Yamata-no-Orochi (japonés)
- Dragón europeo
- Serpiente Emplumada
- Matadragones